# Torre di Mosto
Torre di Mosto – miejscowość i gmina we Włoszech, w regionie Wenecja Euganejska, w prowincji Wenecja.
Według danych na rok 2004 gminę zamieszkiwały 4304 osoby, 113,3 os./km².